# 上町筋

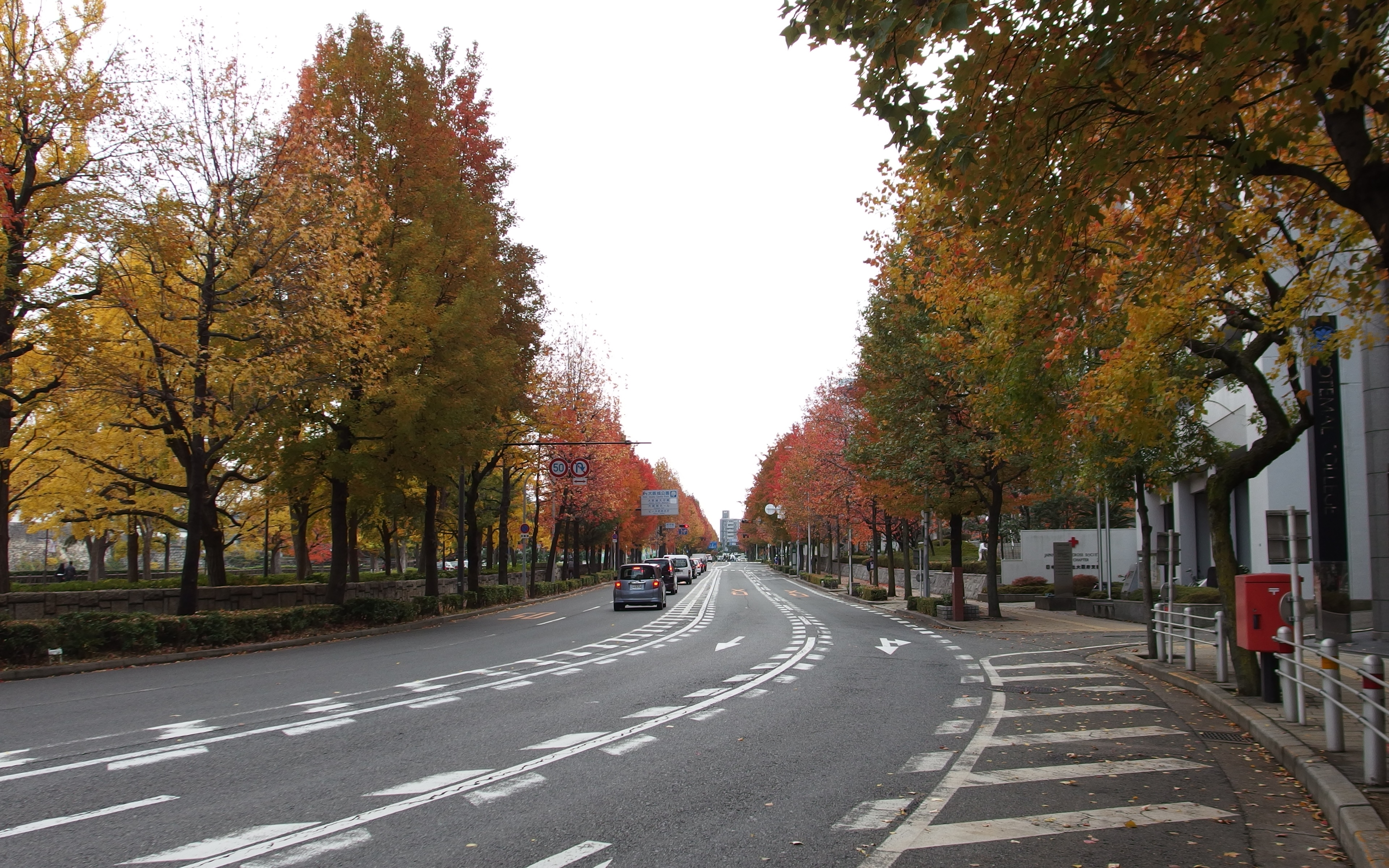
大手前交差点から南を望む
（画像左は大坂城西外濠）

上町筋（うえまちすじ）は、大阪市内を南北に走る主要地方道の愛称。

## 概要
区間は大阪市中央区の京阪東口交差点から同市阿倍野区の附属天王寺小学校前交差点までの約5.2kmで、北河堀交差点を境に北側は大阪市道赤川天王寺線、南側は大阪府道28号大阪高石線の一部に当たる。全線が片側2車線の全4車線道路である。
現在の上本町1交差点 - 五條宮前西交差点間が1911年に、馬場町交差点以北が1923年に、馬場町交差点 - 上本町1交差点間が1928年にいずれも大阪市電の敷設によって拡幅・新設された（実質的に大坂城内とみなされていた現在の上町交差点以北が新設区間となる）。
1946年には戦災復興都市計画に基づき、大阪都市計画道路東野田河堀口線の一部として再整備されることになり、五條宮前西交差点以南がこれ以降に新設された区間となる。
五條宮前西交差点以北で運行されていた大阪市電（4系統や14系統）は1968年に全廃となった。同時期に上町筋の約350m西方を並走する谷町筋が40m幅に拡幅され、地下鉄（現：Osaka Metro谷町線）が開通し、上町台地の最重要南北幹線の地位は谷町筋へ移行した。
現在も上町筋には地下鉄が無く、交差する道路でも上本町6交差点の地下にある大阪上本町駅（近鉄）が唯一の地下駅である。このため上町筋を運行する大阪シティバス（旧：大阪市営バス）の本数が多い（62号系統）。
都心を貫く幹線道路であるが、中央区上本町西一丁目から四丁目付近は用地取得の遅れから未だに歩道が整備されていない。また、交通量が非常に多い幹線道路と交差しているが、立体交差化は南端部の天王寺バイパス以外はされていない。

## 沿線情報
中央区
- 大阪マーチャンダイズ・マートビル（OMMビル）
- 京橋（京街道の起点） - 寝屋川
- 日本経済新聞社大阪本社
- テレビ大阪
- 大阪府立男女共同参画・青少年センター（ドーンセンター）
- 大手前大学
- 大阪府庁
- 大阪府警察本部
- 大阪城公園・大坂城
- NHK大阪放送局
- 大阪歴史博物館
- 国立病院機構大阪医療センター
- 難波宮跡公園
- 大槻能楽堂
- 空堀商店街

天王寺区
- 大阪上本町駅 - 近畿日本鉄道 A難波線・D大阪線
- 近鉄百貨店上本町店
- シェラトン都ホテル大阪
- うえほんまちハイハイタウン
- 上本町YUFURA
  - 新歌舞伎座
- 大阪国際交流センター
- 四天王寺
- 大阪教育大学天王寺キャンパス

## バス停
京阪東口から上本町九丁目までは大阪シティバス62号系統（大阪駅前 - 住吉車庫前）、四天王寺東大門前以南は大阪シティバス12号系統（あべの橋 - 布施駅）が経由。
上本町一丁目と上本町六丁目間は大阪シティバス18号系統（北巽バスターミナル - 玉造）が経由している。
上本町八丁目と九丁目は近鉄バス66番（近鉄上本町駅 - JR桃谷駅）も経由するほか、上本町九丁目付近で僅かではあるが大阪シティバス22号系統（あべの橋 - 諏訪神社前）が経由している。
- 京阪東口（南行のみ）
- 大阪城大手前
- 馬場町（Osaka Metro谷町四丁目駅・家庭裁判所前・NHK前）
- 国立病院大阪医療センター
- 上本町一丁目
- 上本町四丁目
- 上本町六丁目（上六交差点北側）
- 上本町六丁目南（近鉄前、上六交差点南側）
- 上本町七丁目北（北行のみ）
- 上本町八丁目
- 上本町九丁目
- 四天王寺東大門前
- 勝山住宅（南行のみ）
- 大道二丁目（北行のみ）

## 接続する主な道
| 接続する道路 西← ＜上町筋＞ →東                                     | 接続する道路 西← ＜上町筋＞ →東      | 交差点     | 交差点   |
| ------------------------------------------------------------------- | ------------------------------------ | ---------- | -------- |
| ＜土佐堀通＞ 府道168号石切大阪線                                    | ＜土佐堀通＞ 府道168号石切大阪線     | 京阪東口   | 中央区   |
|                                                                     | 市道赤川天王寺線                     | 大手前     | 中央区   |
| ＜本町通＞ 市道本町左専道線                                         | ＜本町通＞ 市道本町左専道線          | 馬場町     | 中央区   |
| ＜中央大通＞ 市道築港深江線                                         | ＜中央大通＞ 市道築港深江線          | 法円坂     | 中央区   |
| 阪神高速13号東大阪線 法円坂出入口                                   | ＜中央大通＞ 市道築港深江線          | 法円坂     | 中央区   |
| ＜長堀通＞ 国道308号                                                | ＜長堀通＞ 国道308号                 | 上本町1    | 中央区   |
| ＜千日前通＞ 府道702号大阪枚岡奈良線                                | ＜千日前通＞ 府道702号大阪枚岡奈良線 | 上本町6    | 天王寺区 |
| 市道四天王寺巽線                                                    | 市道四天王寺巽線                     | 五條宮前西 | 天王寺区 |
| 市道四天王寺巽線                                                    | ＜勝山通＞ 市道四天王寺巽線          | 五條宮前   | 天王寺区 |
| 国道25号（※重複=R165）                                              | 国道25号（※重複=R165）               | 北河掘     | 天王寺区 |
| ＜玉造筋＞ 都計都島阿倍野線                                         | ＜玉造筋＞ 都計都島阿倍野線          | 南河堀     | 天王寺区 |
| 天王寺バイパス ＜あびこ筋＞府道28号大阪高石線（長居、中百舌鳥方面） |                                      |            |          |

## ギャラリー

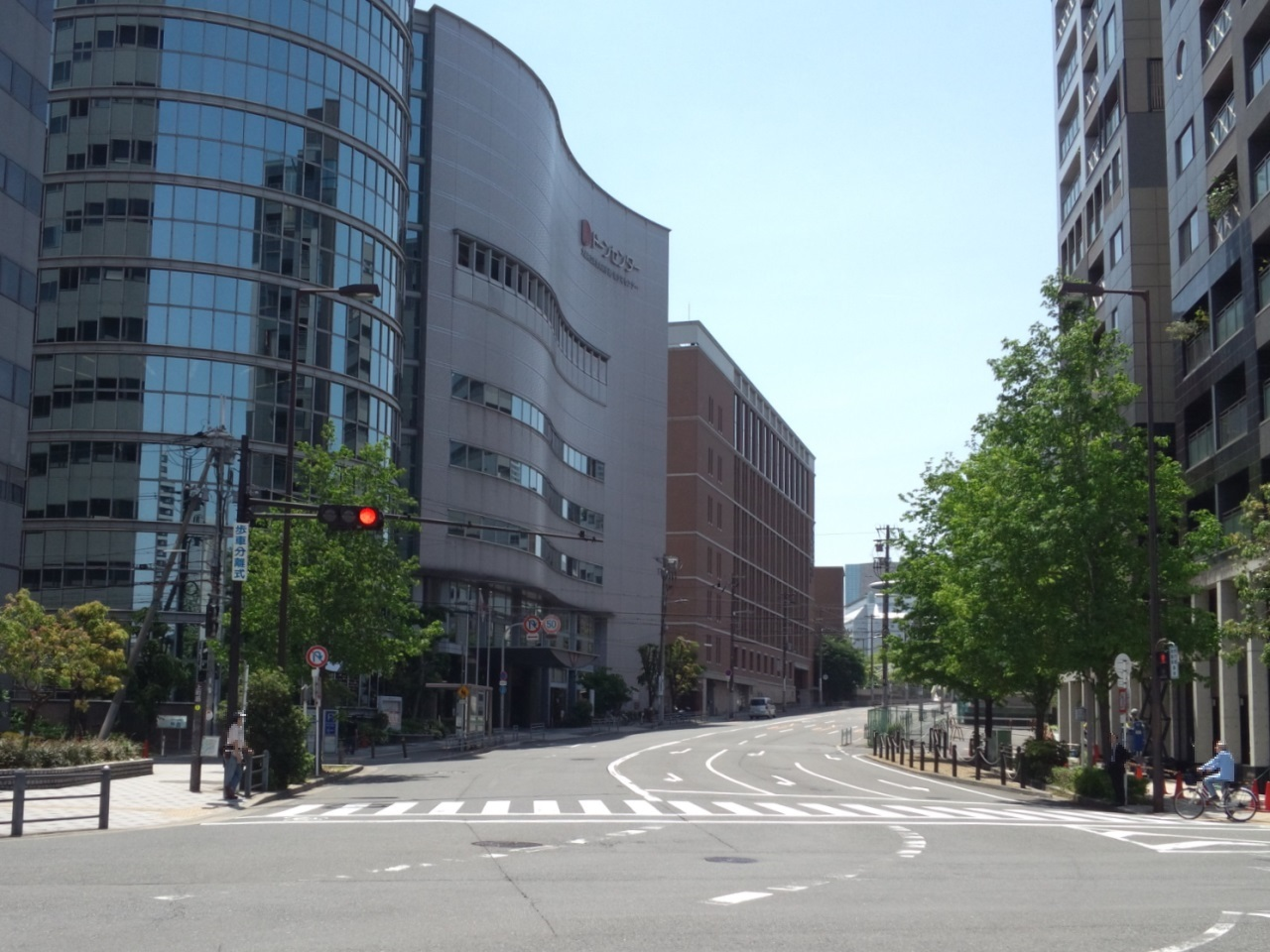
始点の京阪東口交差点
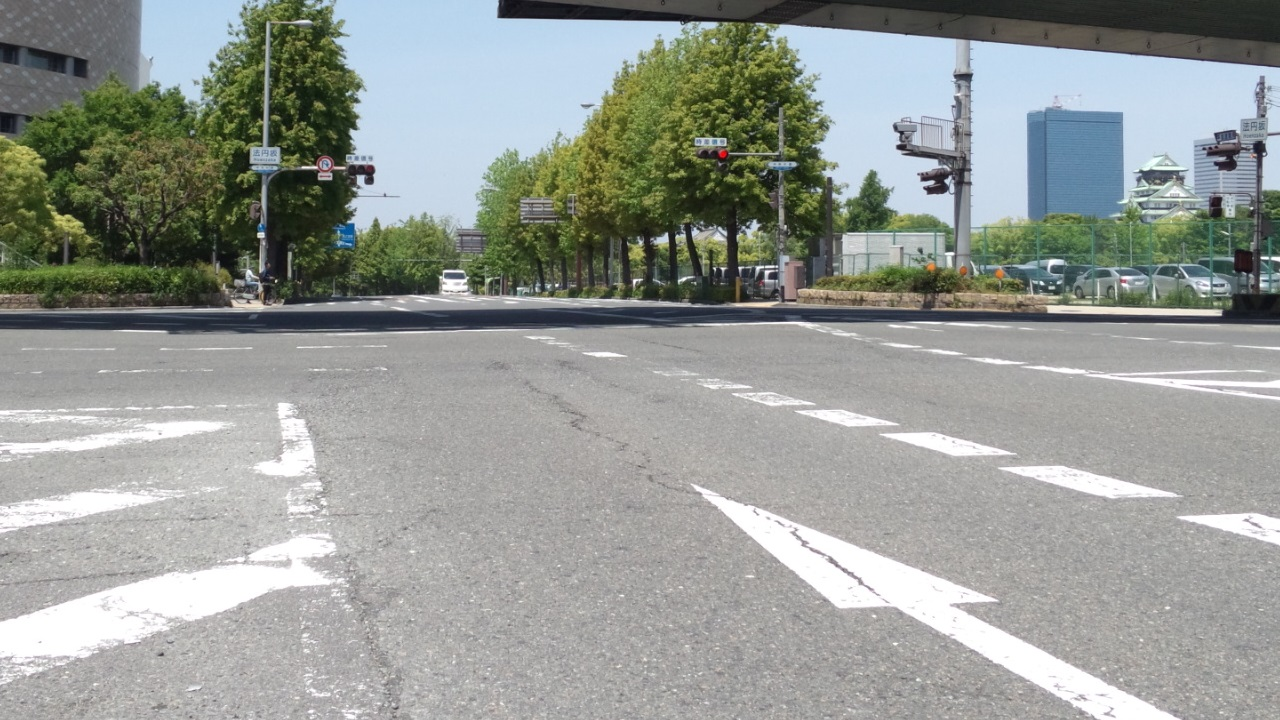
中央大通との交点 法円坂交差点より北を望む
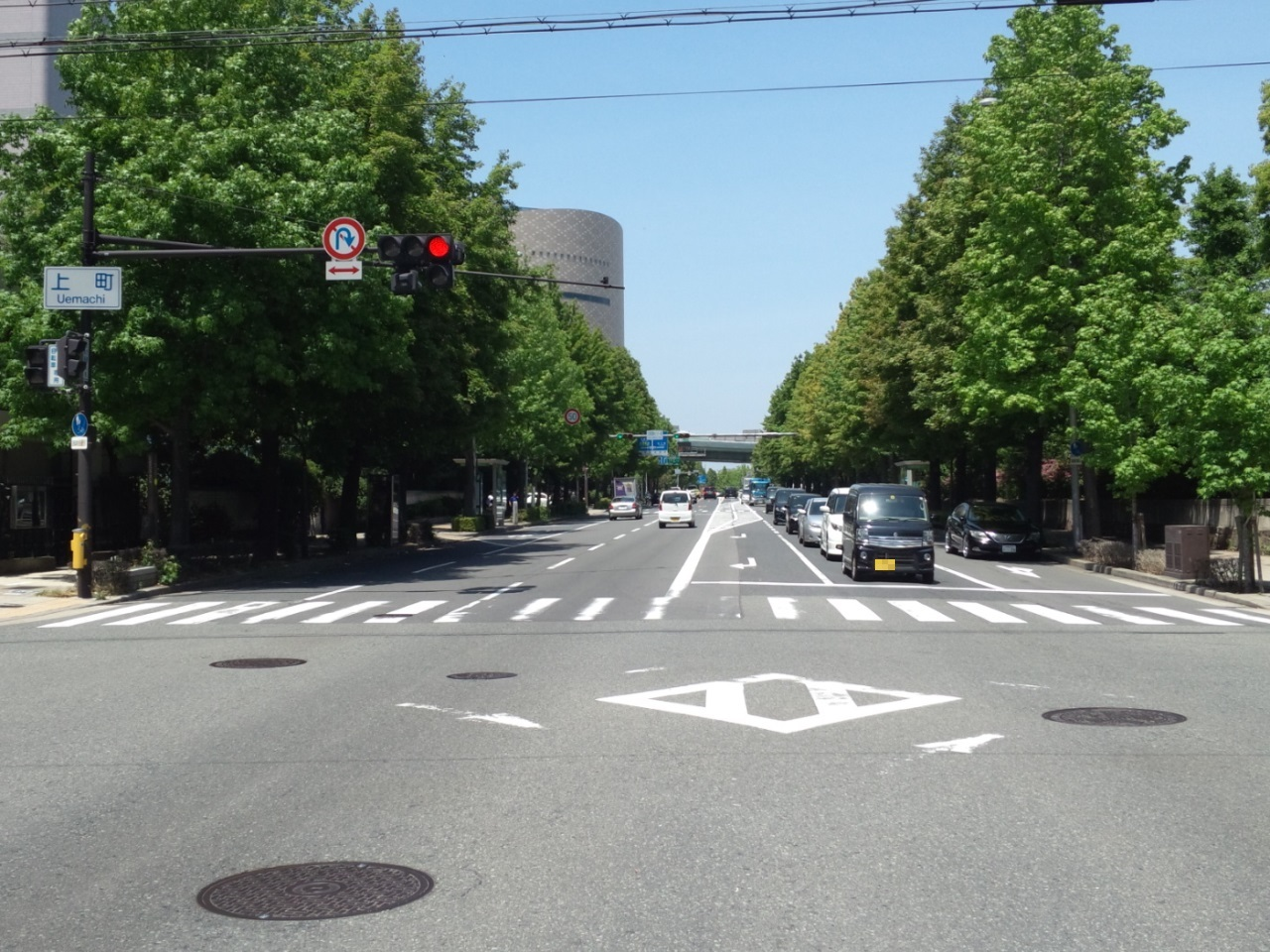
難波宮跡付近より
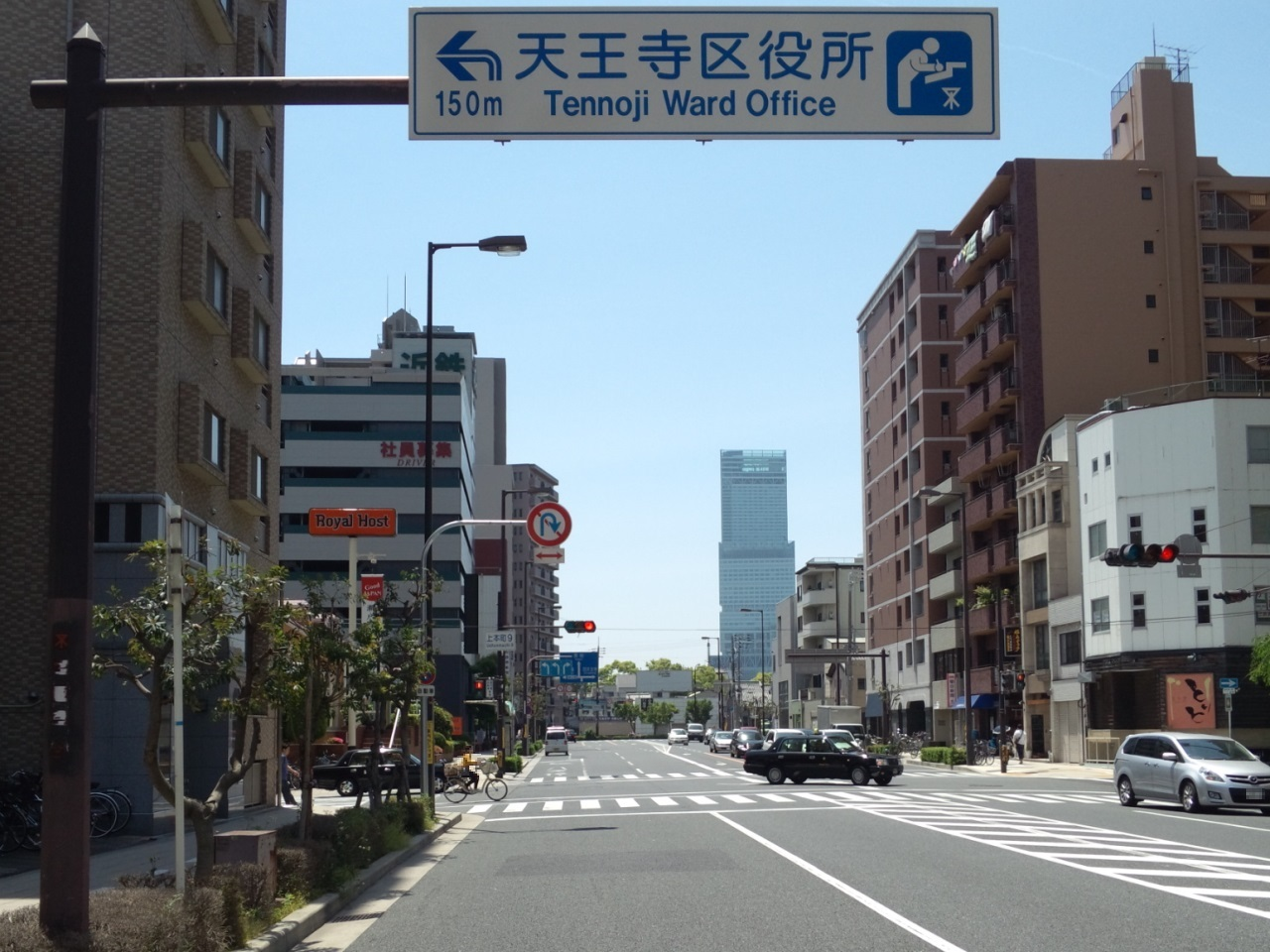
上本町八付近からあべのハルカスを望む
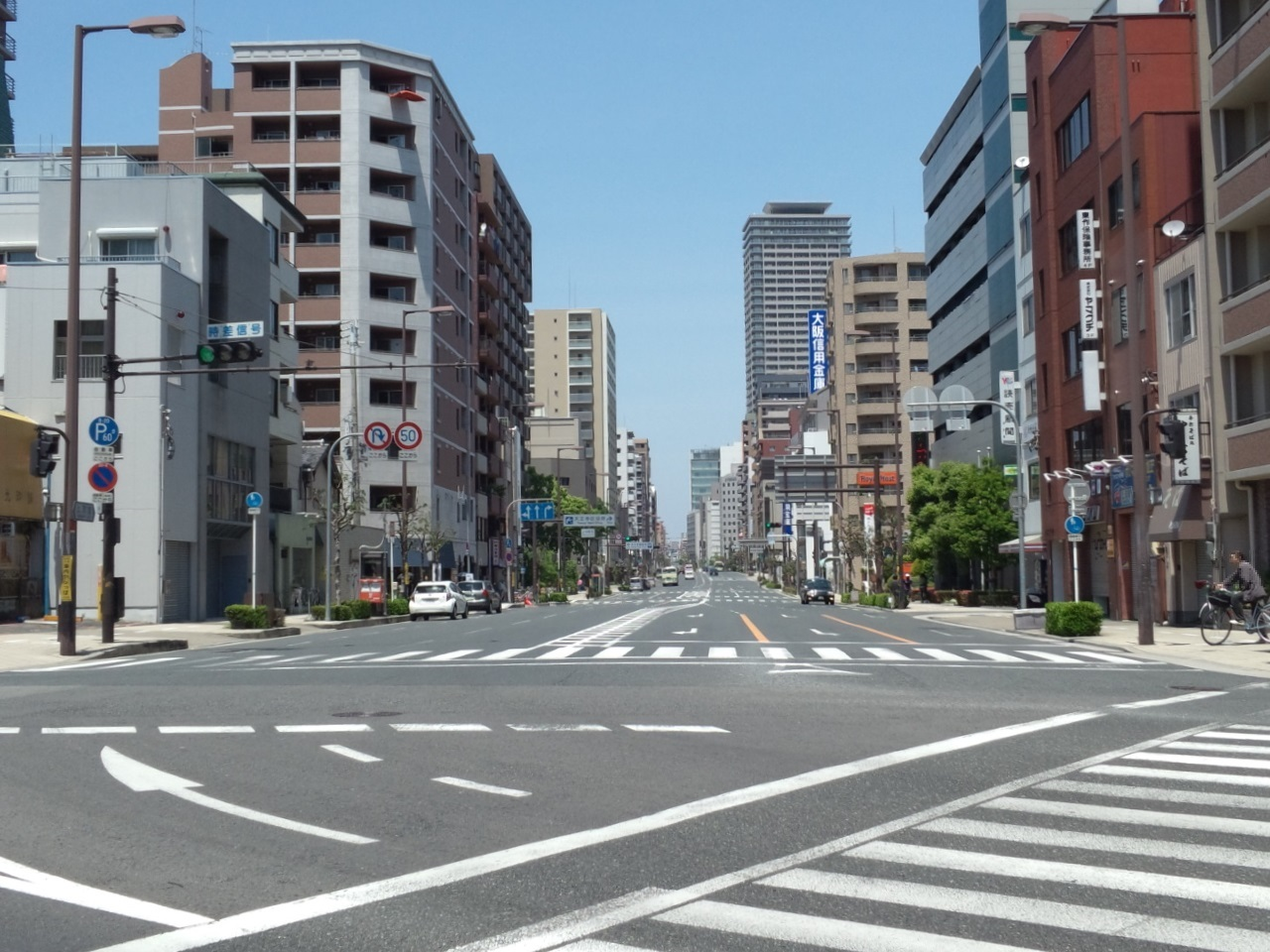
五條宮前西交差点から北を望む
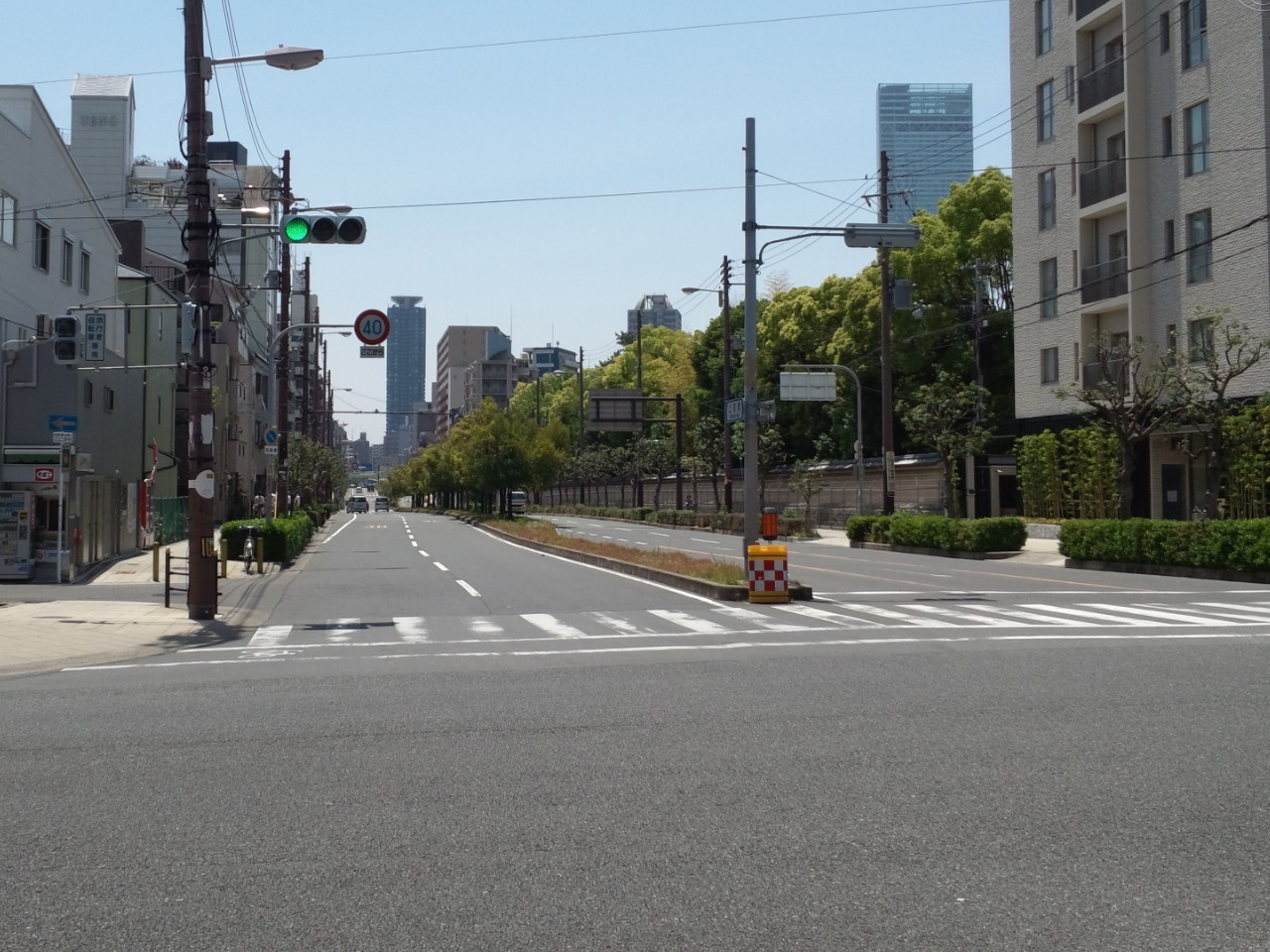
五條宮前交差点から南を望む
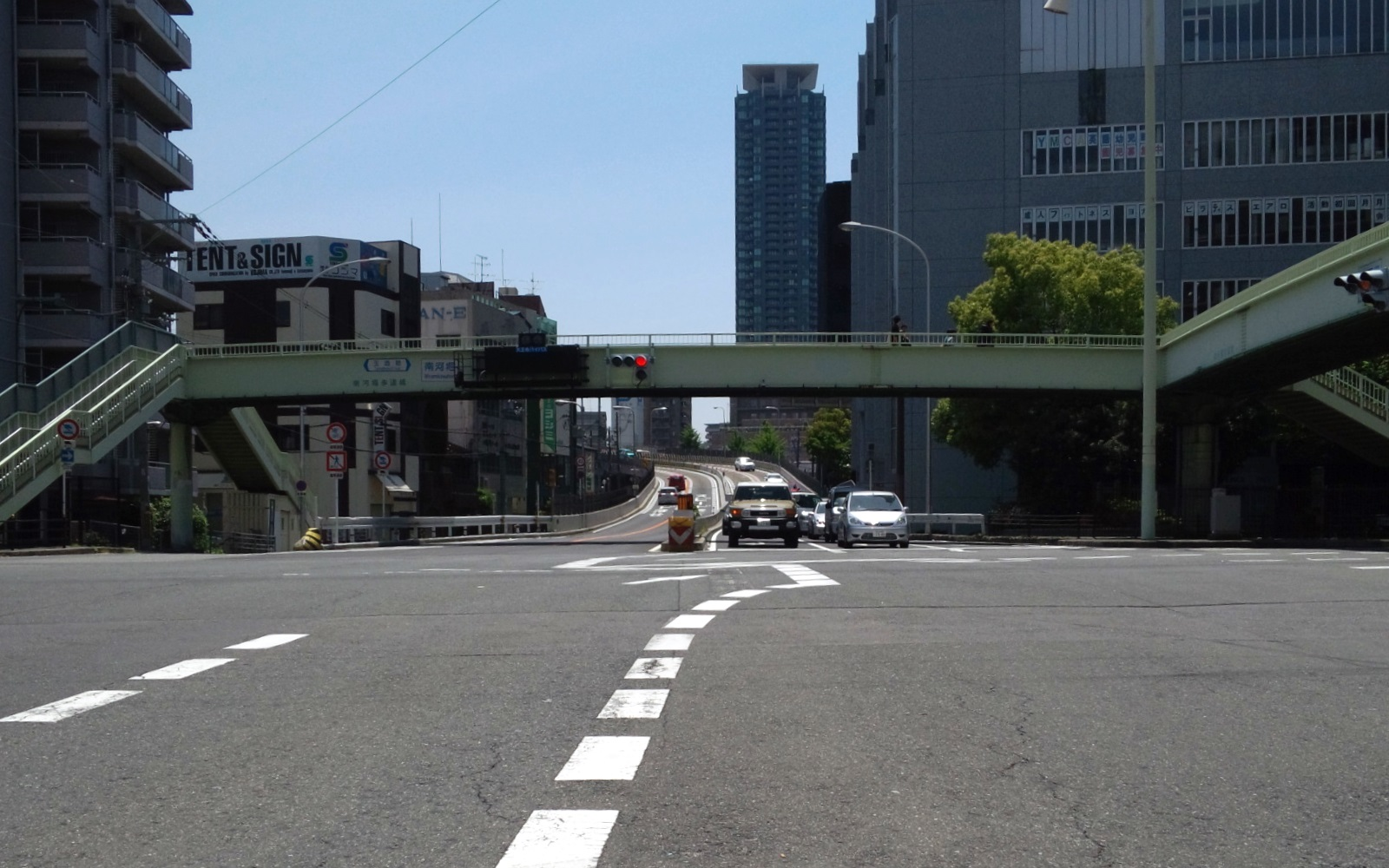
天王寺バイパスへ直通する終点 南河堀交差点

## 交通量
|      | 昼間12時間 | 終日24時間 |
| ---- | ---------- | ---------- |
| 平日 | 17808台    | 27068台    |
| 休日 | 11935台    | 17544台    |

調査日
- 平日：2005/10/19
- 休日：2005/10/16

調査時間
- 昼間12時間調査： 7時から19時
- 終日24時間調査： 7時から翌日7時（平日）、3時から翌日3時（休日）

隣接する谷町筋と比較して、いずれも半分以下の交通量である。